# Kościół Wniebowzięcia Najświętszej Maryi Panny w Szprotawie
Kościół pw. Wniebowzięcia Najświętszej Marii Panny w Szprotawie – świątynia katolicka, położona na najwyższym punkcie miejskiego centrum. Pierwsza wzmianka o kościele pochodzi z 1260.

## Historia
Gotycki, pierwotnie jako budowla kamienna jednonawowa bez wieży, rozbudowana do trójnawowej w latach 1416–1424, ponadto późniejsze przybudówki.
Obecny wystrój wnętrza barok i rokoko.
W latach 1314–1811 pod patronatem tut. klasztoru św. Magdaleny. 
Do pocz. XIX wieku otoczony murem i cmentarzem. Na ścianach zewnętrznych wmurowane liczne płyty nagrobne i pamiątkowe.
Legenda głosi, że kościół wzniesiono na miejscu praktyk dawnego kultu pogańskiego.
W wieży kościoła jest wmurowane Epitafium Bartłomieja z 1316.

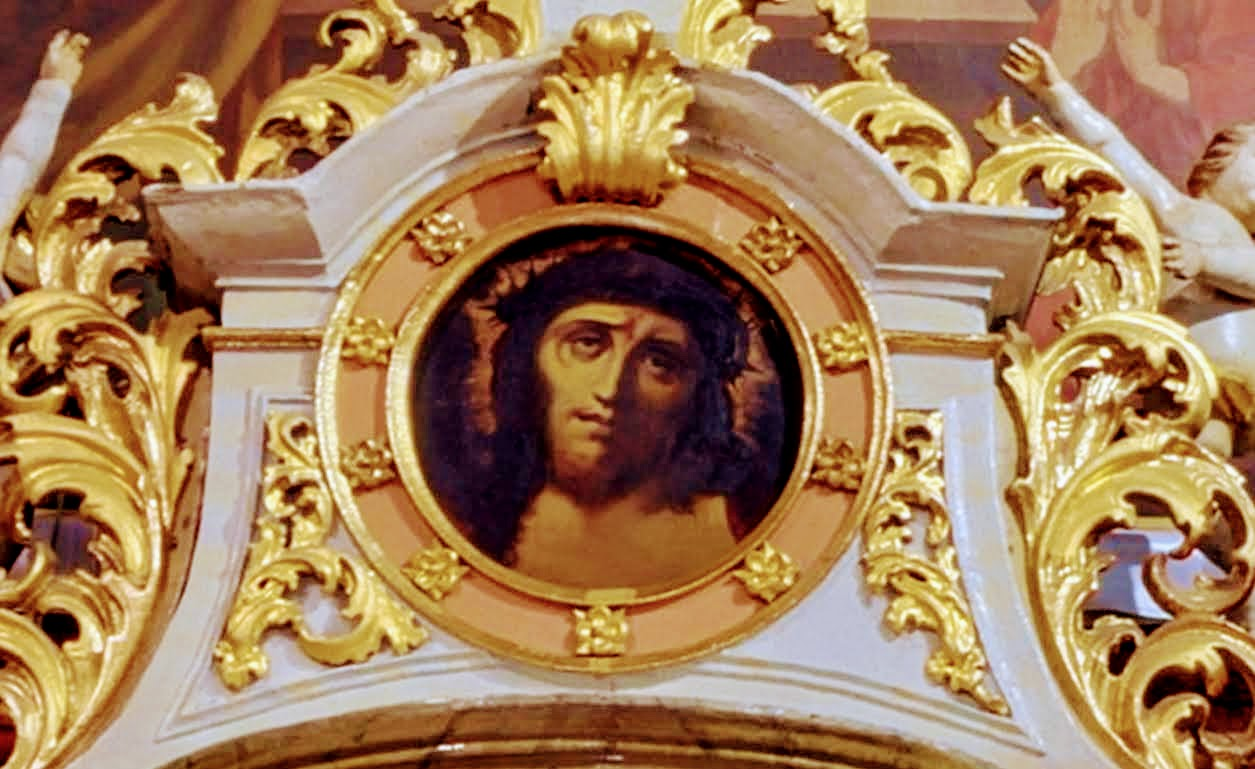
Kopia obrazu Rafaela Santi z 1899 autorstwa Alfreda Lange umieszczona ponad tabernakulum

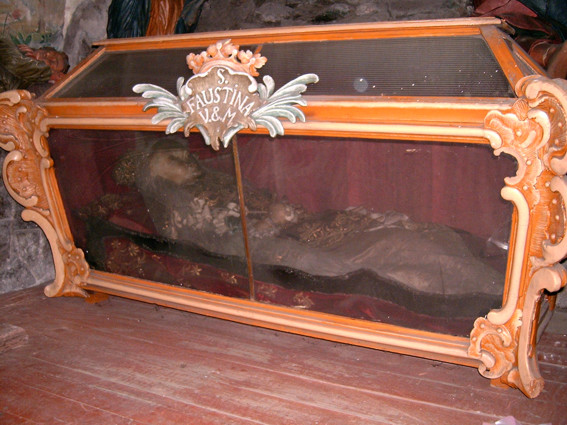
Sarkofag św. Faustyny z katakumb przechowywany w szprotawskiej farze